# Turan Planum
Pour les articles homonymes, voir Turan.
Turan Planum est un haut-plateau situé sur Vénus dans le quadrangle d'Ovda Regio. Il a été nommé en référence à Turan, déesse étrusque de l'amour, de la santé et de la fertilité.